# 대한민국-우크라이나 관계
대한민국-우크라이나 관계는 대한민국과 우크라이나 간의 양국 관계를 의미한다.

## 정치 교류
우크라이나는 1991년 8월 24일에 소련의 붕괴와 함께 독립을 선언했으며 1991년 12월 30일에는 대한민국 정부가 우크라이나를 주권 국가로 승인했다. 대한민국과 우크라이나는 1992년 2월 10일에 수교했다. 1992년 7월 31일에는 대한민국 정부가 우크라이나 키이우에 주우크라이나 대한민국 대사관을 설립했고 1997년 10월에는 우크라이나 정부가 대한민국 서울에 주한 우크라이나 대사관을 설립했다. 그 뒤로 대한민국과 우크라이나는 우호 관계를 이어나갔고 양국의 고위층 인사들의 상호 방문이 지속되었다.

### 러시아의 우크라이나 침공에 따른 관계의 급변
2022년 러시아의 우크라이나 침공이 벌어진 이후에 서훈 대한민국 청와대 국가안보실장은 2022년 2월 24일에 국가안전보장회의를 열고 우크라이나 위기에 관한 대책을 논의했다. 문재인 대한민국 대통령은 "러시아의 우크라이나 침공은 어떠한 경우에도 정당화될 수 없다. 대한민국은 러시아에 대한 경제 제재와 같이 사태의 평화적 해결에 나설 것이라고 밝혔다. 대한민국 외교부도 대변인 성명을 통해 "유엔 헌장을 위반한 행위에 해당하는 러시아의 우크라이나 침공을 강력히 규탄한다."고 밝히고 러시아에 대한 국제 사회의 경제 제재에 동참한다고 밝혔다. 대한민국 기획재정부는 2022년 3월 1일을 기해 스베르방크와 러시아 6대 은행(VEB.RF, 프롬스뱌지방크(PSB), VTB 은행, 옷크리티예 은행(Otkritie), 소브콤 은행(Sovcom), 노비콤은행)과의 거래를 중단한다고 밝혔다. 대한민국 금융위원회는 2022년 3월 7일을 기해 로시야 은행과의 거래도 중단한다고 밝혔다.
대한민국 정부는 2014년에 우크라이나 위기에 벌어진 이후부터 우크라이나의 주권과 독립, 영토 보전은 존중되어야 한다는 입장을 밝혔다. 따라서 2014년에 일어난 러시아의 크림반도 강제 병합은 물론 우크라이나 돈바스 지역에서 활동하던 친러시아 분리주의 반군이 수립한 도네츠크 인민공화국·루간스크 인민공화국의 독립, 2022년에 일어난 러시아의 우크라이나 도네츠크주·루한스크주·자포리자주·헤르손주 병합도 부정한다. 러시아의 우크라이나 침공에서 조선민주주의인민공화국가 러시아에 군사적 지원을 하게 되면서 양국관계가 더 중요해지게 되었다. 2024년 11월 27일 루스템 우메로프 우크라이나 국방부 장관이 윤석열 대통령과 환담을 가지며 러북 불법 군사협력 및 우크라이나 협력 확대 및 정보 공유 강화에 대한 논의를 이뤘다.

### 여행과 사증
우크라이나 정부는 대한민국 여권을 소지한 대한민국 국민에게 180일 이내에 최대 90일 동안 사증 없이 입국하도록 규정하고 있다. 하지만 대한민국 정부는 2022년 2월 13일에 우크라이나에 대한 군사적 긴장이 고조됨에 따라 우크라이나를 여행 금지 국가로 지정했다. 우크라이나 여권을 소지한 우크라이나 국민이 대한민국에 입국하기 위해서는 사증을 신청해야 한다. 단 외교관, 관용 여권을 소지한 경우에는 사증 없이 대한민국에 입국하여 최대 90일 동안 체류할 수 있다.

## 경제 교류
MIT 미디어 랩 산하 경제 복잡성 전망대의 통계에 따르면 2020년 대한민국의 우크라이나 수출액은 4억 7,900만 달러로 자동차, 각종 기계류 등 공산품을 중심으로 수출하고 있다. 반면 우크라이나는 옥수수, 밀 및 기타 식량 작물을 중심으로 3억 8,200만 달러를 대한민국에 수출했다.

## 인적 교류
1930년대 말에 소련 정부는 일본의 간첩 활동을 막는다는 이유로 한국인들을 우크라이나로 추방시키면서 우크라이나 고려인 공동체가 형성되었다. 소련이 붕괴된 이후에 중앙아시아에 거주하던 고려인들이 우크라이나로 이주했다. 2022년 기준으로 49,817명의 고려인이 우크라이나에 거주하고 있다.
러시아가 우크라이나를 침공한 이후에 대한민국 정부는 우크라이나에 대한 대규모 인도주의 원조를 제공했다. 또한 대한민국에 가고자 하는 일부 우크라이나 난민들에게 입국 및 거주 지원을 제공했다. 이들은 광주광역시 고려인마을에 정착하게 되며, 대한민국 정부의 지원을 받고 있다.

## 같이 보기
- 대한민국의 대외 관계
- 우크라이나의 대외 관계